# 西克山
12°31′14″S 75°36′40″W / 12.52056°S 75.61111°W
西克山（Siq'i），是秘魯的山峰，位於該國中南部利馬大區，由萬坦區和拉勞斯區負責管轄，屬於秘魯中部山脈的一部分，海拔高度5,075米。